# Nikkō Tōshō-gū
Nikkō Tōshō-gū (日光東照宮 Nikkō Tōshō-gū?) es un santuario sintoísta que se encuentra en Nikkō (Tochigi, Japón). Forma parte del conjunto de los «Santuarios y templos de Nikkō», Patrimonio de la Humanidad reconocido por la Unesco.
El Tōshō-gū fue construido desde 1634 hasta 1636, en los primeros tiempos del período Edo, para Tokugawa Ieyasu después de su muerte. Su nieto Iemitsu decidió edificar un mausoleo para que descansara el espíritu de su abuelo. Durante dos años, más de quince mil artesanos y carpinteros de todo el país trabajaron en la construcción del mausoleo que contendría las cenizas del shōgun Tokugawa Ieyasu. El mausoleo es considerado el apogeo del estilo arquitectónico Gongen-zukuri, característico de los santuarios japoneses.
El lugar fue designado un santuario durante la era Meiji, pero aún conserva elementos budistas, como la pagoda, el depósito de sutras y la puerta Niōmon. Una avenida bordeada por 13 000 cedros (Sugi-Namiki Kaido) lleva a la entrada del recinto, al cual hay que acceder por una torii de granito.
En el primer patio se encuentra la pagoda Gojū-no-tō, de cinco niveles; donada por un daimyō en 1650, y reconstruida en 1818 tras un incendio que la consumió tres años antes. La columna central de la pagoda no parte de los cimientos, sino que cuelga del cuarto nivel y termina diez centímetros arriba del suelo. Esta estrategia constructiva desplazó el centro de gravedad del edificio, incrementando su resistencia a vientos y temblores. Cada planta representa un elemento, tierra, agua, fuego, viento y aire (o vacío), en orden ascendente. Dentro de la pagoda, cuelga de cadenas un pilar central.
Más adelante, está la puerta Niōmon, flanqueada por dos estatuas de figuras Niō. La primera, tiene la boca abierta para pronunciar a, la primera letra del sánscrito; y la segunda figura tiene la boca cerrada, acabando de pronunciar un, la última letra. Tras la puerta Niomon está el segundo patio, con el establo sagrado. En el frente del establo se encuentra el famoso grabado en madera de los tres monos sabios. Por varias horas todos los días, el establo es usado para guardar al caballo que el gobierno de Nueva Zelanda regaló a Nikkō. En esta área también se encuentra una biblioteca de sutras. El patio está rodeado por los almacenes, y la fuente sagrada construida en 1618, utilizada para rituales de purificación.
A partir de allí, se suben dos escalinatas hacia la puerta Yōmeimon, que conduce al patio final y a los santuarios dedicados al shōgun. Yōmeimon es probablemente la edificación que tiene la decoración más elegante de todo el conjunto; una de sus columnas de madera está puesta del revés (sakasabashira), para hacerla imperfecta a propósito para combatir la creencia de que al terminar una obra por completo o de manera perfecta, está empezará a deteriorarse y a cargarse de mala suerte.
Antes de llegar a la puerta Yōmeimon, se pasa entre las torres del tambor y de la campana, las cuales albergan los instrumentos que simbolizan al nacimiento y a la muerte. El acceso a los santuarios del shōgun es a través de la puerta Karamon, la más pequeña del mausoleo. En los santuarios, hay un grabado atribuido al artista Hidari Jingorō.
La tumba de Tokugawa Ieyasu no se encuentra dentro de los santuarios, sino en una torre adyacente, llamada Hōtō.

## Arquitectura

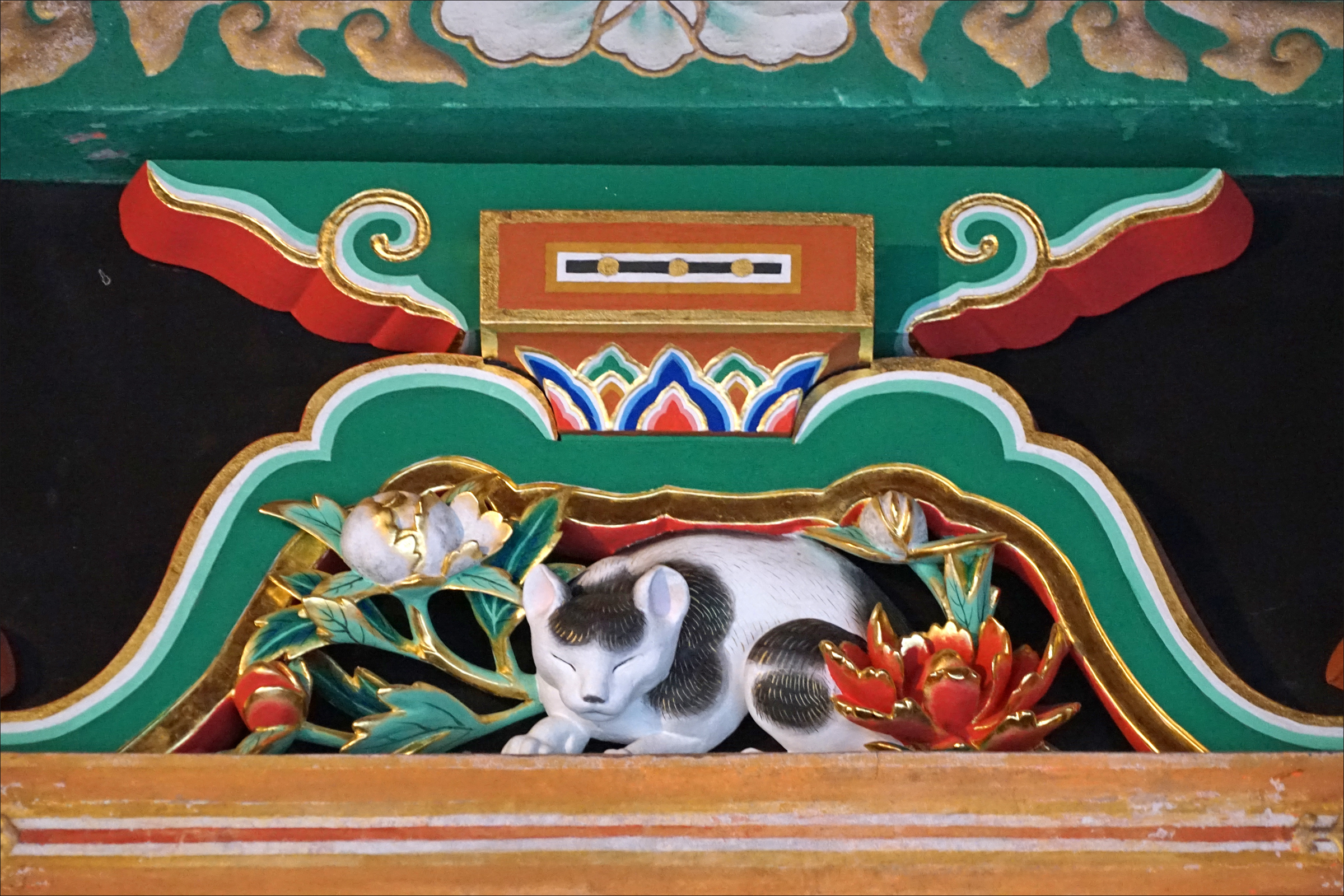
Gato en la entrada del templo principal de Tōshō-gū.

El estilo poco común de su arquitectura es una mezcla de los templos budista, shinto y tumbas de origen hindú llamadas estupas. Destacan sus edificios coloristas y adornos sobrecargados que se distancian de los estilos de los templos de aquella época. Está presidido por una monumental puerta o torii. El templo es una estructura rígidamente simétrica con relieves coloreados que cubren toda la superficie visible. Los interiores están adornados con laqueados, minuciosas esculturas de vivo colorido y magistrales paneles pintados (fusuma).

## Celebraciones
El llamado "Gran Festival Tōshō-gū" es una procesión enormemente espectacular por las calles de Nikko que tiene lugar el 14 de mayo, donde circulan 1000 hombres con armaduras y emblemas de samurái, escoltando los tres satuarios portátiles que defendieron en sus tiempos.

## Galería

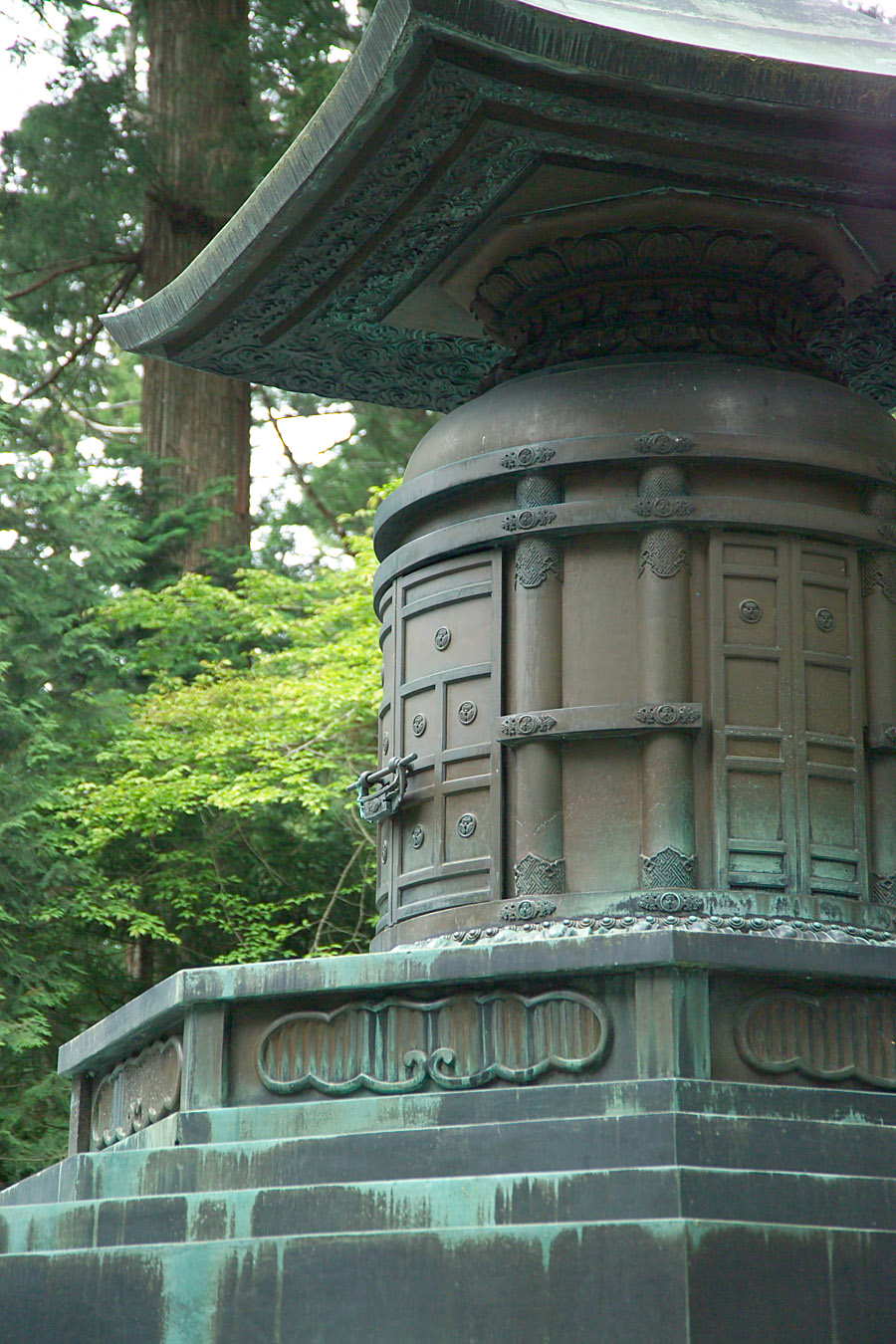
Tumba de Tokugawa Ieyasu
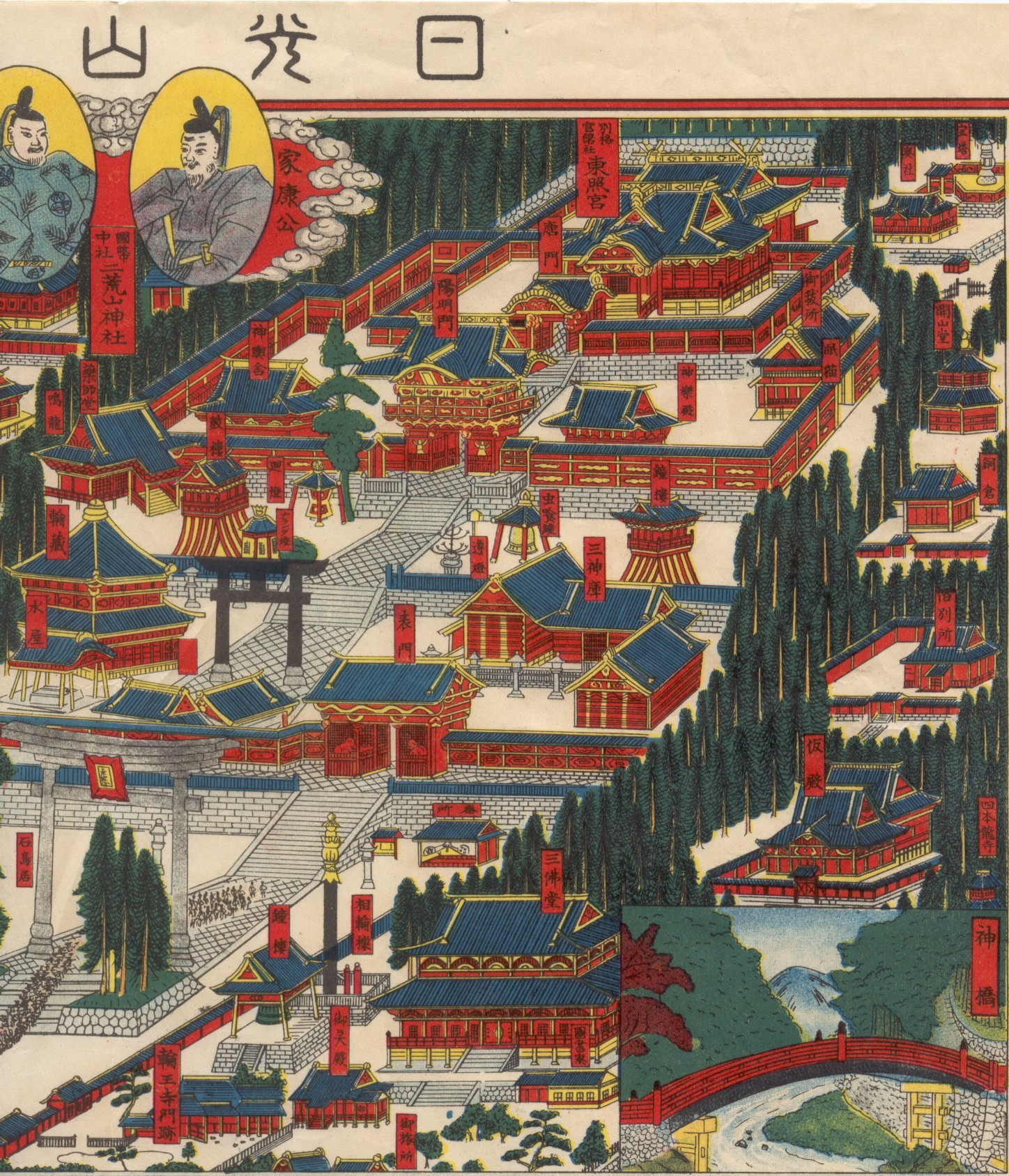
Mapa de Nikkō Tōshō-gū (antes de 1912)
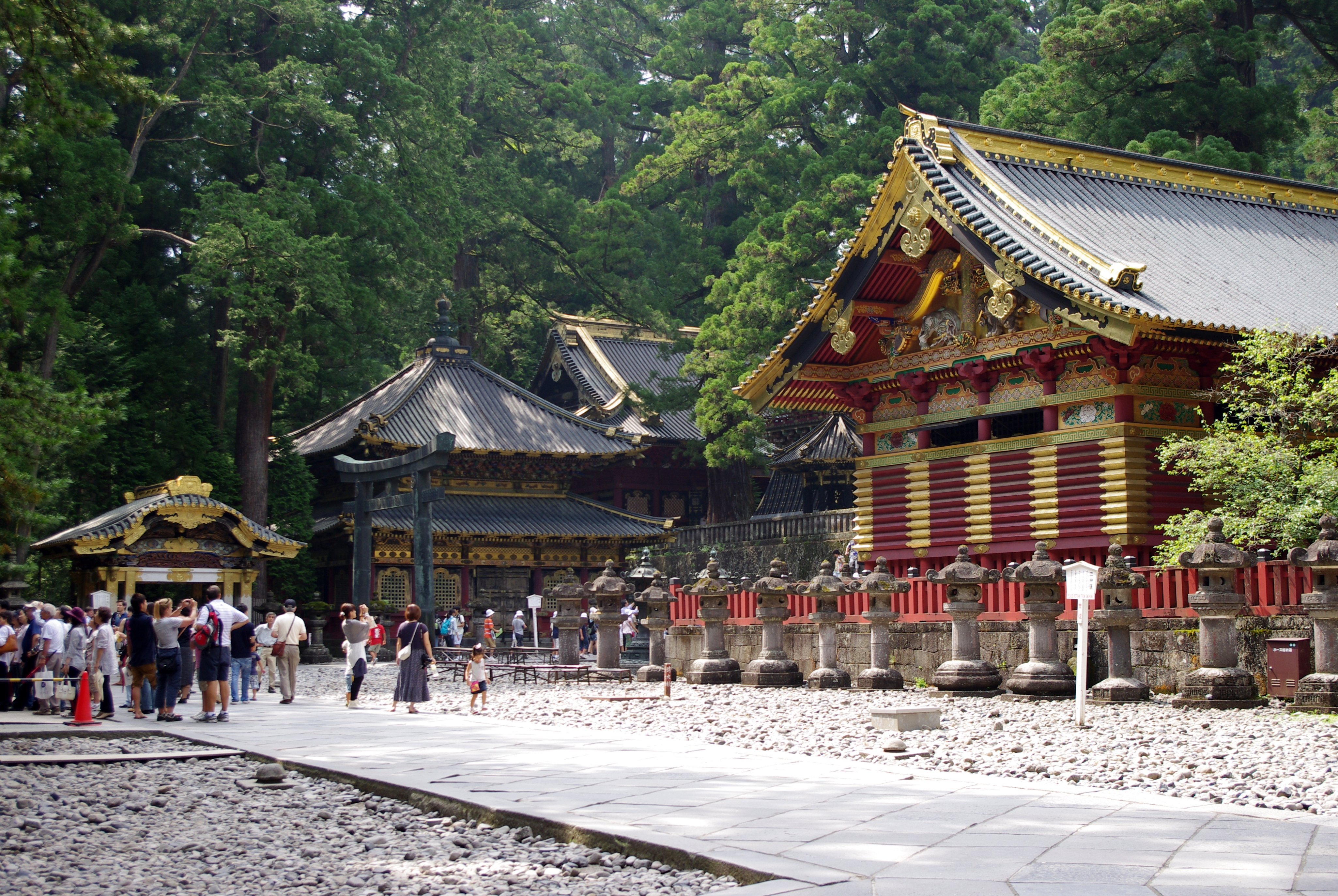
Vista de parte del santuario
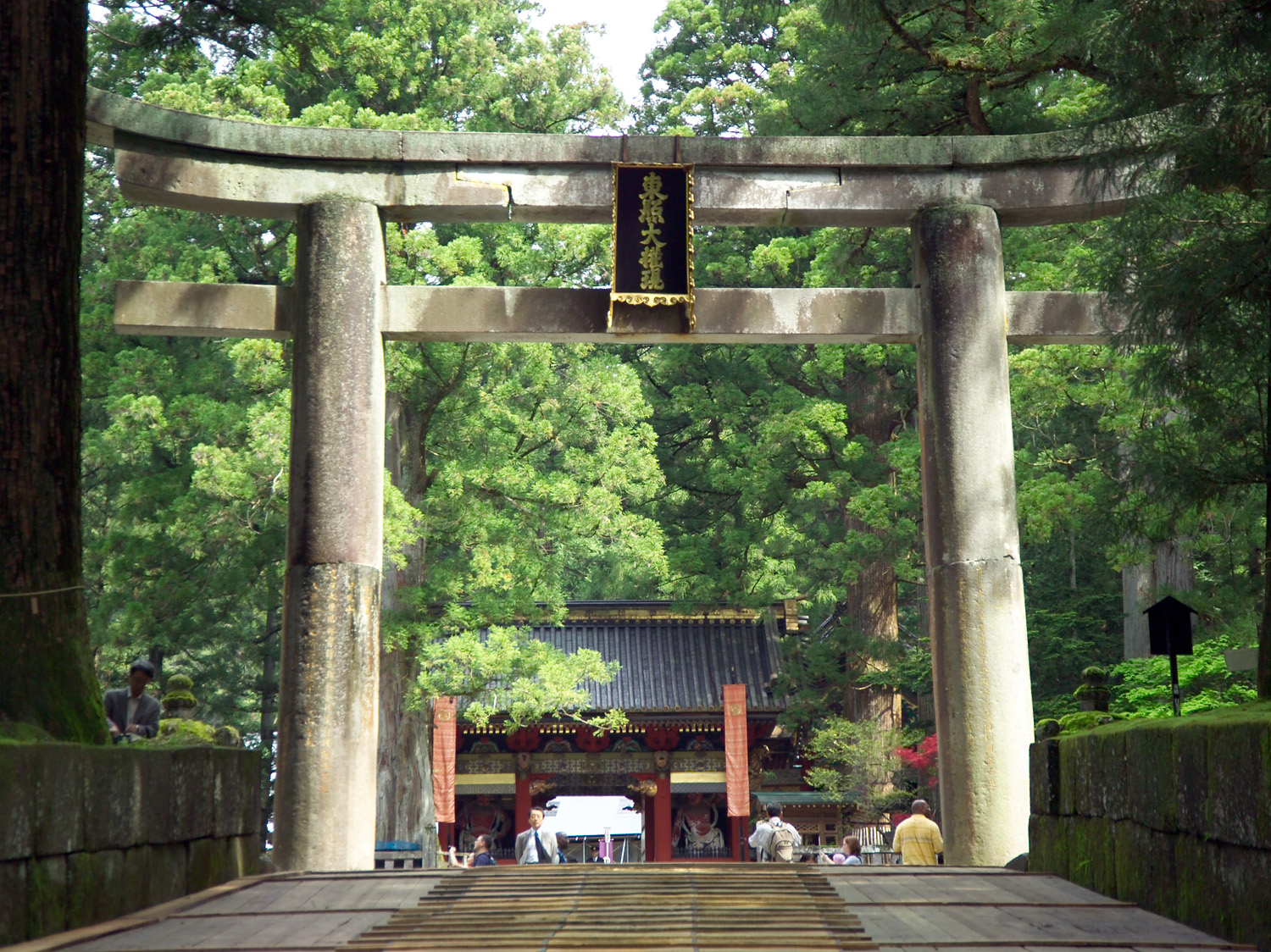
Ishidorii
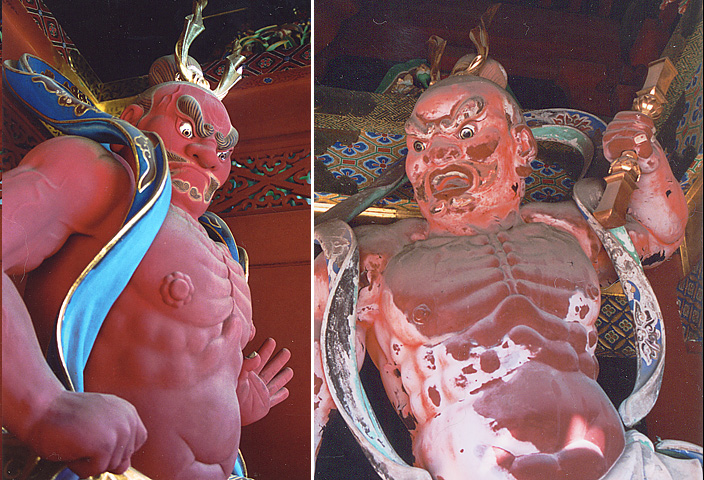
Fotomontaje de las figures Niō, en la puerta Niomon
Los tres monos sabios
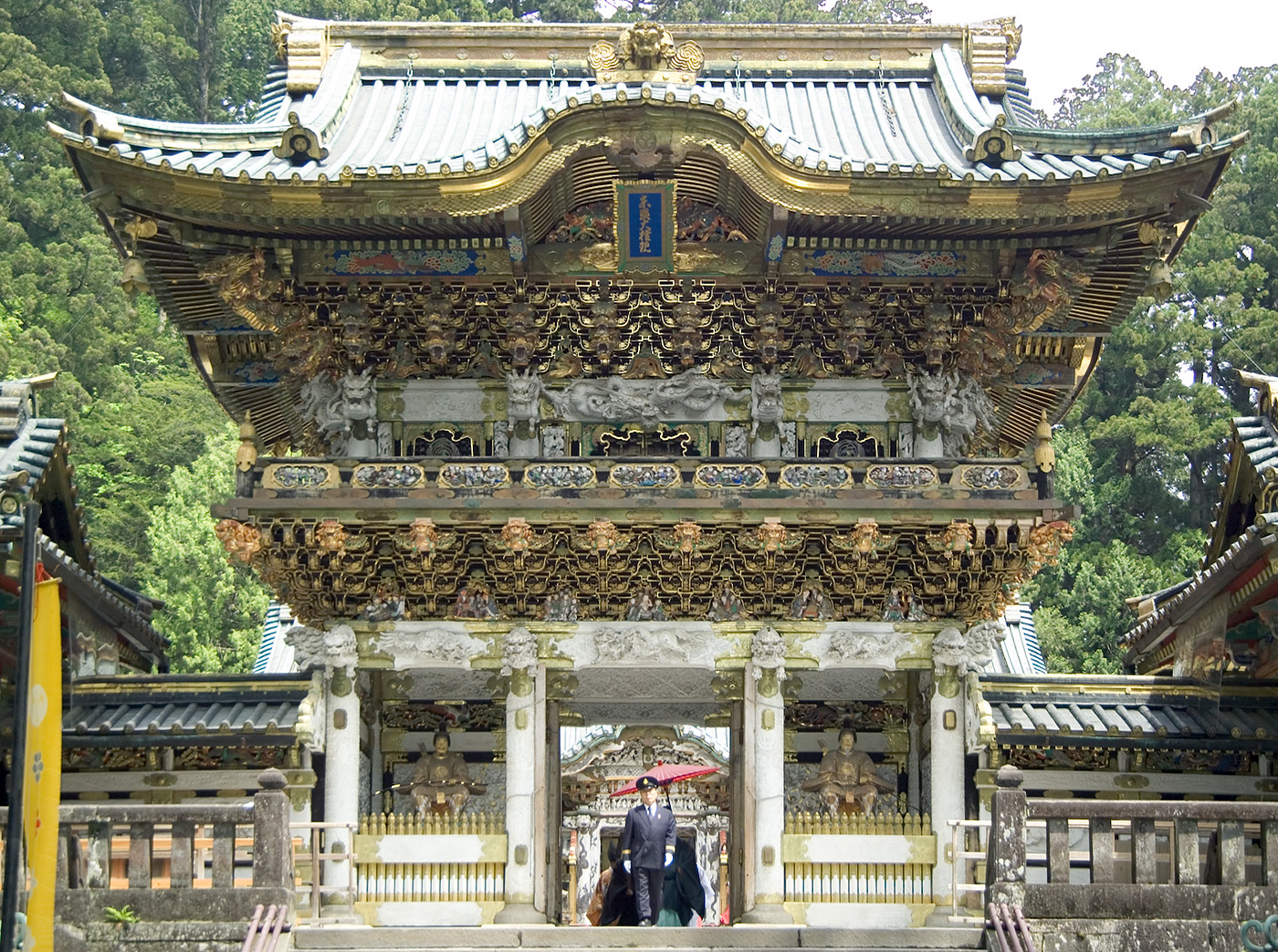
Puerta Yomeimon
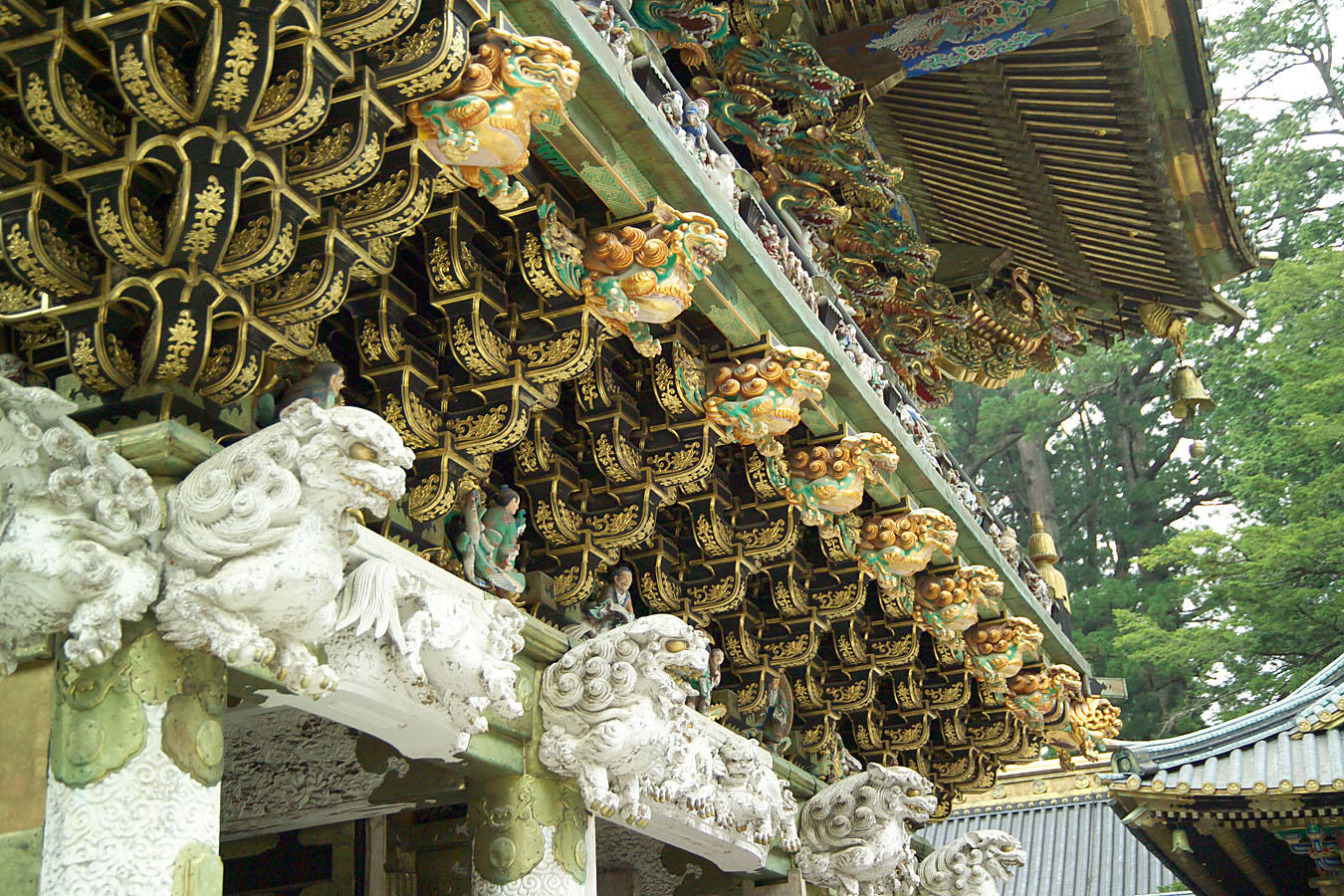
Detalles ornamentales en la puerta Yomeimon
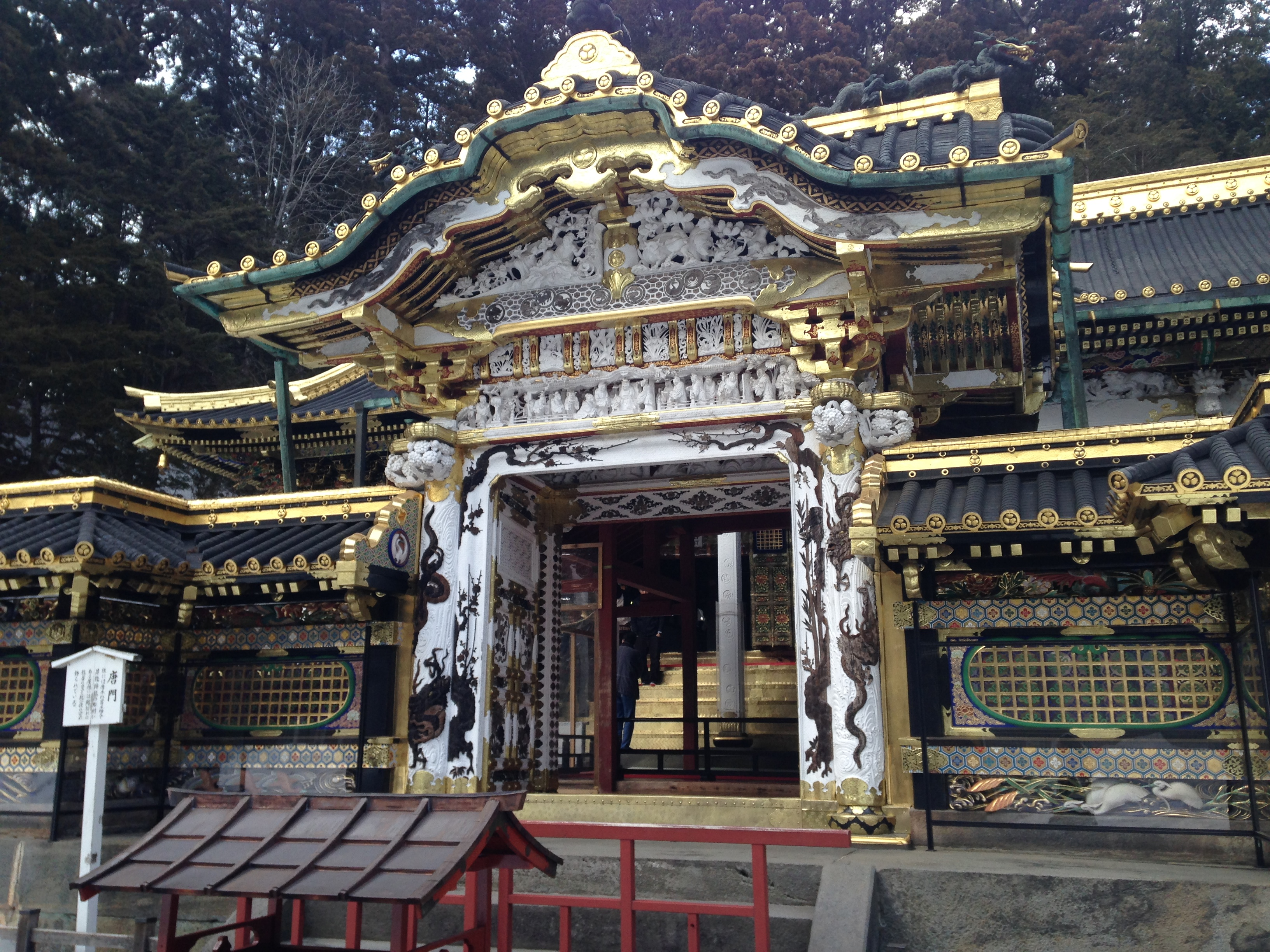
El Karamon
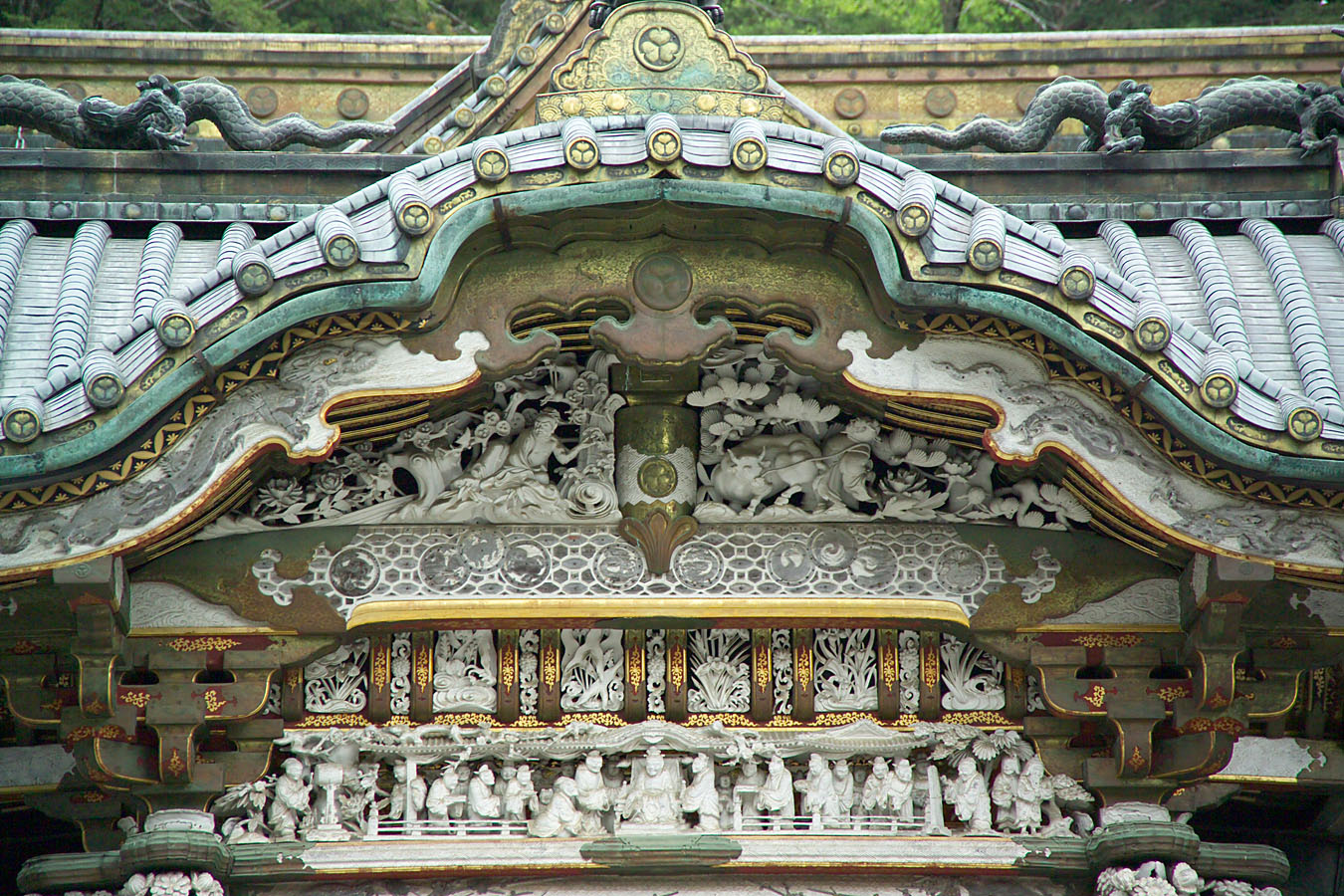
Detalle del Karamon
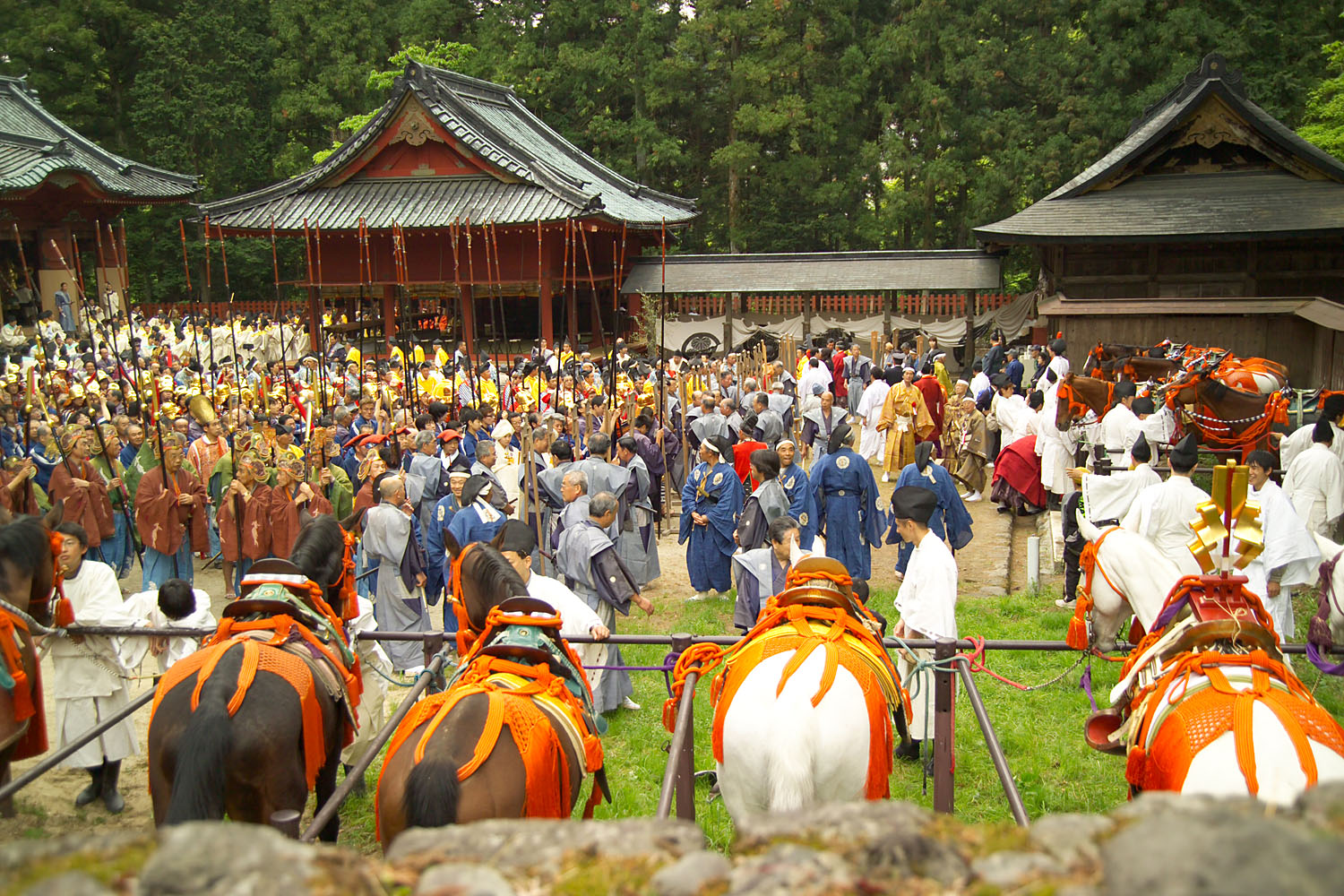
Imagen durante un festival